# Stagnicola fuscus
Stagnicola fuscus es una especie de caracol de agua dulce, un molusco gasterópodo acuático de la familia Lymnaeidae.

## Descripción
La concha, de 10 a 25 mm por 6 a12 mm, es delgada con verticilos a menudo no muy convexos y casi siempre con suturas planas. Es marrón, irregularmente estriada (su superficie está adornada con fuertes estrías en espiral que cortan transversalmente las estrías radiales de crecimiento; esto puede conducir al desarrollo de placas cuadradas) y la altura de su apertura es aproximadamente el 50% de la altura de la concha.

## Hábitat
Este caracol vive en cuerpos de agua dulce.